# Barrabas (band)
Barrabás is een Spaanse muziekgroep die vooral eind jaren 1970 en begin jaren 1980 succesvol was.

## Bezetting
- Armando Pelayo
- Daniel Louis
- Fernando Arbex
- Iñaki Egaña
- Jesús Gordaliza
- Jorge Eduardo Maning

- José Luis Tejada
- José Maria Moll
- Juan Vidal
- Miguel Morales
- Ricky Morales
- Tito Duarte

## Geschiedenis
De muzikale stijl van de band was aanvankelijk latinrock met jazz- en funkinvloeden en ontwikkelde zich later tot een meer disco-georiënteerd geluid. In 1975 en 1976 hadden ze een aantal hits in de Amerikaanse discocharts. Haar eerste was tegelijkertijd haar grootste succes: Hi-Jack was vier weken lang nummer één in 1975. De nummers On the Road Again (1981), Woman en Wild Safari waren succesvol in verschillende Europese en Zuid-Amerikaanse landen.

## Discografie
- 1971: Wild Safari[4] (AKA Barrabás)
- 1973: Power
- 1974: ¡Soltad a Barrabás! (AKA Release Barrabás of Hi-Jack)
- 1975: Heart of the City  (AKA Check Mate)
- 1975: Watch Out (AKA Desperately)
- 1976: Swinger (AKA Barrabás of Watch-Out)
- 1981: Piel de Barrabás
- 1982: Bestial
- 1983: Forbidden
- 1994: Barrabás Power – Abraxa
- 1997: Grandes Éxitos
- 1999: Vive

- International Standard Name Identifier: 0000 0001 1941 0032
- Library of Congress Control Number: n91031700
- MusicBrainz: 87d0c089-3641-436e-bceb-737b9f506f65
- Virtual International Authority File: 143007314